# Борно (Бреша)
Борно (итал. Borno) је насеље у Италији у округу Бреша, региону Ломбардија.
Према процени из 2011. у насељу је живело 2467 становника. Насеље се налази на надморској висини од 911 м.

## Становништво
| 1931. | 1936. | 1951. | 1961. | 1971. | 1981. | 1991. | 2001. | 2011. |
| ----- | ----- | ----- | ----- | ----- | ----- | ----- | ----- | ----- |
| 1.971 | 2.152 | 2.462 | 2.480 | 1.936 | 2.754 | 2.781 | 2.719 | 2.630 |